# Tarache vittamargo
Tarache vittamargo is een vlinder uit de familie van de uilen (Noctuidae). De wetenschappelijke naam van deze soort is voor het eerst voorgesteld door Harrison Gray Dyar Jr. in een publicatie uit 1912.
De soort komt voor in Mexico.